# Chiloglanis deckenii
Chiloglanis deckenii là một loài cá thuộc họ Mochokidae. Nó được tìm thấy ở Kenya và Tanzania. Môi trường sống tự nhiên của nó là các con sông.